# ملك مطر
ملك مطر، رسّأمة ومصممة توضيحية ومؤلفة كتب الأطفال فلسطينية من غزة.

## النشأة والتعليم
نشأت ملك مطر في مدينة غزة. عائلة والدها من عسقلان، وهو عضو سابق في السلك الدبلوماسي الفلسطيني. والدتها من البطاني الشرقي وتعمل معلمة لغة إنجليزية في الأونروا.  التحقت ملك بمدارس الأونروا حتى الصف التاسع.
حصلت ملك مطر على فرصة الدراسة الجامعية في الخارج بعد تخرجها من المدرسة الثانوية عام 2017 بمعدل ثاني أعلى معدل تراكمي في فلسطين.  التحقت بجامعة إسطنبول أيدن في تركيا، حيث درست العلوم السياسية والعلاقات الدولية،   حيث عاشت مع أختها الكبرى التي كانت تدرس أيضًا في إسطنبول. بدأت ملك الدراسة في كلية سنترال سانت مارتينز في لندن في سبتمبر 2023 للحصول على درجة الماجستير.

## العمل الفني
بدأت ملك مطر الرسم عام 2014، في الرابعة عشرة من عمرها، خلال الحرب على غزة 2014، كوسيلة للتعبير عن مشاعرها وتخطّي الصدمة التي تعرضت لها.  في البداية استخدمت الألوان المائية على الورق العادي، لكن والدتها اشترت لها طلاء الأكريليك واللوحات القماشية بعد أن رأت شغفها بالفن.  تلقت الإرشاد من عمها محمد مسلم، وهو رسام زميل من غزة. 
أنشأت ملك حسابًا على إنستغرام، حيث نشرت أعمالها الفنية. بدأت أعمالها تكتسب المزيد من الاهتمام، وبحلول سن الرابعة عشرة، افتتحت أول معرض لها في غزة، وكانت تبيع أعمالها للمشترين عبر الإنترنت. 
عام 2016، عُرضت أعمال مطر في متحف فلسطين في بريستول، لكنها لم تتمكن من الحضور لعدم حصولها على تأشيرة دخول. عام 2019، عُرضت أعمال مطر الفنية في متحف فلسطين في ولاية كونيتيكت. في أغسطس، عُرضت بعض أعمالها في غاليري القدس في واشنطن العاصمة.
عام 2021، كتبت ملك ورسمت كتابًا للأطفال بعنوانطائر الجدة.
حتى عام 2022، عُرضت أعمال ملك مطر الفنية في 80 دولة. وأقامت معرضاً فردياً لأعمالها في جاردن كورت تشامبرز في لندن بدءاً من 30 يونيو 2023 واستمر قائماً ستة أشهر، لتصبح أول فنانة فلسطينية تعرض أعمالها في المؤسسة.  ومن لوحاتها في المعرض صورة الناشطة الفلسطينية يسرى البربري.
عام 2024، أقامت ملك معرضين فنيين في لندن إبّان الحرب الإسرائيلية على غزة، أولهما بعنوان "آخر نفس" في "غاليري ونغز" ب{{قصر كرومويل]] في لندن،  ضمّ مجموعة من أعمالها التي نفّذتها قبل الحرب وخلالها، وهو حصيلة إقامة فنّية استمرّت لعشرة أسابيع، نظمّها فضاء "An Effort". أما المعرض الثاني فكان بعنوان   "CUTS" وأقيم في فضاء "ريتش مكس" اللندني خلال شهر آذار\مارس ويشتمل على أعمالها الجديدة التي رسمتها خلال الفترة الأخيرة حول الأحداث المأسوية في غزّة باستخدام الفحم والرصاص، في خروج على أسلوبها السابق الذي يعتمد على الألوان بشكل أساسي.؛

### الأسلوب
قالت مطر إنها تحاول التركيز على الألوان الزاهية والموضوعات الإيجابية – مثل الأمل والسلام – في عملها.  حظي أسلوبها  الذي وُصِف بأنه تعبيري بمقارنة بأسلوب بيكاسو وماتيس.   وقد استشهدت أيضًا بفريدا كاهلو كمصدر إلهام.
تميل ملك إلى تصوير المرأة في أعمالها.   وأرجعت ذلك إلى طبيعة الفصل بين الجنسين في مجتمع غزة، والحضور القوي لوالدتها وجدتها في حياتها.  أرفقت بعض شخصياتها بهالات، مستوحاة من زيارتها إلى كنيسة العائلة المقدسة للروم الكاثوليك في غزة، وهي وسيلة لإضفاء "القوة والقوة الروحية" على الشخصيات.
تنجذب مطر أيضًا إلى رسم الطيور بصفتها رمزاً للحرية، وللسجن عندما يكون حبيساً. الحمامة على وجه الخصوص هي رمز شائع في لوحاتها. تشمل الرموز الفلسطينية الأخرى في أعمالها البرتقال والزيتون والرمان.